# Metropolia bużumburska
Metropolia bużumburska – jedna z 2 metropolii kościoła rzymskokatolickiego w Burundi. Została ustanowiona 25 listopada 2006. 

## Diecezje
- Archidiecezja bużumburska
  - Diecezja Bubanza
  - Diecezja Bururi

## Metropolici
- Evariste Ngoyagoye (2006-2018)
- Gervais Banshimiyubusa (od 2018)